# Ватрогасни дом у Крагујевцу
Ватрогасни дом у Крагујевцу представља непокретно културно добро као споменик културе, одлуком Владе  Републике Србије бр. 633-6872/2001-3 од 17. јула 2001. године, Службени гласник РС бр. 46, од 27. јула 2001. године.

## Нови Ватрогасни дом у Крагујевцу
Управни одбор Пожарне дружине 1932 (од 15. јула 1933. уводи се назив ватрогасац, уместо дотадашњег назива пожарац). године, у својим списима и извештајима напомиње да је покренута иницијатива за изградњу новог Дома пожарне дружине. Тако да ова и наредна година протичу у великом знаку припрема за почетак изградње овог објекта, који би под своје окриље требало да стави све пожарце у Крагујевцу, сву њихову опрему, као и све заинтересоване за развој ове области.
У писму упућеном Суду, као и Одбору општине града Крагујевца, тражи се да плац Пожарне касарне пређе у власништво Дружине, уз образложење да треба изградити нов Дом, због дотрајалости објекта, као и због саме чињенице да сва опрема треба да стоји на једном месту.
Суд општине крагујевачке, је прихватио захтев, и Дружини доделио бесплатан плац за изградњу новог Дома.
Овим чином започета је нова етапа у развоју ватрогаства, у Крагујевцу.
Пожарци Крагујевца и њихови сарадници су се увелико договарали где ик како започети изградњу новог објекта. Превладало је мишљење да се нов дом гради на месту старог Пожарног дома-касарне у центру града, како би пожарци могли лакше и брже да оду у било који део града. О томе су донели одлуку посланици Крагујевачке општине.

## Јелена Радојковић-донатор
Мада је општина доделила плац, изградња овог објекта је доведена у питање, због недостатка новца. Овог објекта вероватно не би данас ни било да 4. јула 1933. није стигло писмо председнику општине крагујевачке Војиславу Калановићу од Јелене Радојковић из Београда.
Писмо је гласило овако:"Господине председниче, у жељи да сачувам успомене себи, свом покојном мужу Николи Радојковићу, бившем благајнику Министарства просвете и кћери пок. Бисеније, намерна сам да за свога живота учиним једну задужбину у Крагујевцу, за које ме веже успомена мога рођења и добар део проживљеног живота. У ту сврху решила сам да подигнем Пожарни дом у Крагујевцу, имајући у виду високо хумане циљеве којима служе пожарници, чије су услуге тако потребне и корисне народу у свако доба. Ради тога дајем суму од 300.000 динара која се налази код државне хипотекарне банке у Београду по књижици бр. 3139. Обавештавајући о томе Вас, и Крагујевачку добровољну пожарну дружину, жеља ми је и очекујем да се предузму најхитније мере да се ова моја намера што пре у дело приведе. Новац се може подизати постепено тек пошо буде приступљено зидању зграде а на књижици је назначено да је за подизање новца овлашћен председник Општине града Крагујевца".

## Војислав Калановић о Јелениној задужбини
Одмах после приспећа писма Јелене Радојковић о задужбини, Војислав Калановић, тадашњи председник општине крагујевачке, одлази да је посети у Београду, и по повратку у Крагујевац, своје утиске објављује у новинама „Глас Шумадије“.
"Ја сам заиста у недоумици каквим речима да пропратим ово велико дело, којим се занела душа једне осамдесетогодишње старице. Примила ме је у свом удобном, но врло скромном стану, ова патријахална жена, већ у дубокој старости али за чудо још увек крепка, усправљена, свежа, пуна успомена и сећања на њен Крагујевац иако га је оставила пре пуних педесет година. У садашњем њеном добу не гледа се више на будућност већ се живи у прошлости. А у тој њеној прошлости велика тачка на видику је њен Крагујевац. Место сретног проживљеног детињства иако из најранијег доба без оба родитеља. Место младалачких снова и широко заснованих нада, а потом и ступања у краткотрајни брак. Потом ступање у други брак са сирочетом из првога. И овога пута животне илузије трају, трају дуго, преко три деценије. Живи се срећно и задовољно, пуна срца. Тече и штеди уз врла, одана супруга пок. Николу, отмена представника некадашње, већ у тако далекој успомени, наше чиновничке гарде, која је знала жртвовати се на послу до самопрегора. А потом... трне један пламичак, једина кћер. Мало затим па и други нежни брачни друг. Све то ипак тако обично, и такорећи свакодневно. Па опет има у овом случају неке разлике. Старица оставши смохрана, није постала и саможива. Срце које је навикло да куца за другога и душа која живи да трепери за другога-нађу себи излаза и прокрче пута до срдаца и душа својих ближњих. Обрадовати другога значи за некога преживети и остати радост сопственог срца. О, када би то увек било тако код свих људи. И душа госпође Радојкић носила је у једном свом осетљивом кутку њен и наш Крагујевац и одлучила да се за њега веже неразлуживо и вечно, једном дивном задужбином".

## Изградња новог Дома
У присуству представника оппштине крагујевачке, и среских власти, Министарства за физичко васпитање народа, као и грађана Крагујевца, постављен је камен темељац новог Ватрогасног дома,17. септембра 1933. године. Овај дом и просторије и данас носе назив Ватрогасни дом, и налази се у улици Милоја Павловића.
Дом су пројектовали угледни београдски архитекти:Ђорђе Коваљевски и Михаило Радовановић, а извођачи радова су били:Васа Николић и Живојин Наумовић.
Овај објекат је изграђен за мање од годину дана.
Задужбинар Јелена Радојкић, за градњу ватрогасног дома, уплатила је целокупан износ од 300.000 динара. Исто толико су прикупили:Општина и грађани својим добровољним прилозима. Такође су и продаване хартије од вредности (обвезнице).
Крагујевачки ватрогасци упутили су и телеграм захвалности највећем задужбинару Јелени Радојкић:"Данас су сви пожарници Крагујевачке добровољне пожарне дружине одушевљено и кличући из пуних груди у Ваше здравље примили на својој Ванредној скупштини саопштење о вашој племенитој жељи и наредби да им као своју задужбину подигнете као дом. Св иће они својски прегнути на посао да виде остварену вашу и своју жарку жељу да саграде дом у коме ће заувек Вама на славу помињати име. Нека Вам Бог да крепкога здравља и дугога живота да видите своју остварену жељу и да се још дуго као и ми поносите својим великим делом. Живели".